# Hořice
Hořice (tjekkisk udtale: [ˈɦor̝ɪtsɛ], også kendt som Hořice v Podkrkonoší; tysk: Horschitz) er en by i didstriktet Jičín i regionen Hradec Králové i Tjekkiet. Den har omkring 8.600 indbyggere.

## Inddeling
Landsbyerne Březovice, Chlum, Chvalina, Doubrava, Libonice og Svatogothardská Lhota er administrative dele af Hořice.

## Geografi
Hořice ligger omkring 21 km nordvest for Hradec Králové. Den ligger på grænsen mellem det bakkede landskab i Jičín-højlandet i nord og det flade landskab ved det Centrale Elb-plateau i syd. Det højeste punkt er på 440 meter over havets overflade.

## Historie
Den første skriftlige omtale af Hořice er fra 1143 i stiftelsesdokumentet for Strahov-klosteret. Den blev grundlagt på en bakke som blev opkaldt efter Saint Gotthard -kirken, der blev grundlagt her i det 12. århundrede. I 1200-tallet blev bebyggelsen flyttet til et strategisk mere fordelagtigt sted under bakken. I 1365 blev det først dokumenteret som en købstad.
I 1423 var Gothard-højen stedet for et slag i hussitterkrigene. Under Smiřický-adelsfamiliens styre fra midten af 1500-tallet til begyndelsen af 1600-tallet udviklede byen sig hurtigt.
I 1846 blev byens torv beskadiget af en stor brand, som ødelagde de fleste træhuse. Træbygningerne blev erstattet af stenhuse, som igangsatte mange lokale stenbrud. Dette førte til økonomisk udvikling, og Hořice er blevet en rigtig by. Adskillige fabrikker blev etableret, især af jødiske iværksættere. I 1882 blev jernbanen bygget som forbandt byen med Hradec Králové og Jičín.

## Økonomi
Byen er kendt for sin produktion af Hořické trubičky ("Hořice-ruller"), som er en traditionel konfekture. Produktionen startede her i 1812. Fabrikken er en beskyttet geografisk betegnelse af Den Europæiske Union.

## Seværdigheder
Den barokke Jomfru Marias fødselskirke er en af de mest værdifulde bygninger. Den blev bygget efter planer af Kilian Ignaz Dientzenhofer i 1738-1748. Hořice-slottet blev skabt i barokstil i midten af det 18. århundrede ved rekonstruktion af en gotisk fæstning fra det 14.-15. århundrede.
På Gothard-bakken ligger kirkegårdskirken Saint Gotthard. Den originale romanske kirke blev genopbygget i barokstil i 1783. På bakken er der også rester af en gammel fæstning med den første tjekkiske skulptur af Jan Žižka nogensinde, en tidligere jødisk kirkegård og en skulpturpark.